# Corresant
Corresant, ook aangeduid als Cornsand en Koresand, was een Waddeneiland dat tot aan het eind van de Middeleeuwen bestaan zou hebben. Net als andere kleine eilanden is het eind 17e eeuw of begin 18e eeuw door grote stormen definitief overspoeld. Sommigen vermoeden echter dat het eiland Corresant samen met de waddeneilanden Heffesant en Bosch tot het nieuwe eiland Bosch versmolten is. Andere bronnen noemen Cornsand als een dorp gelegen op het eiland Bosch.  Vermoedelijk lag het eiland tussen Schiermonnikoog en Rottumeroog.
Behalve dat deze eilanden op kaarten uit de 16e en 17e eeuw vermeld staan weet men nog vrij weinig over deze eilanden.